# Расова гігієна
Расова гігієна (нім. Rassenhygiene, англ. Purity) — штучний добір, гноблення або знищення людей під приводом їх расової неповноцінності. Подібні заходи проводилися у нацистській Німеччині і низці інших країн.
Термін «расова гігієна» був введений швейцарсько-німецьким психіатром Альфредом Плетцем, який використовував це поняття у своїй теорії, згідно з якою суворі правила відтворення потомства повинні були привести до поліпшення расової чистоти германців. Його концепція расової гігієни означала необхідність розділяти людей на представників вищої раси і нижчих елементів і необхідність відповідного відбору. Перших слід було штучно підтримувати, тоді як відтворення другого вимагалося запобігати. Пізніше нацистський режим висловив вдячність Плетцу за допомогу в розробці «біологічного обґрунтування» для побудови нацистської держави.